# Trimeresurus salazar
Trimeresurus salazar es una especie de víbora de foseta verde descubierta en las tierras bajas del estado de Arunachal Pradesh en India. 

## Morfología
- Primer supralabial fusionado con el nasal.
- 19–21 hileras de escamas dorsales moderadamente quilladas a la mitad del cuerpo.
- Coloración dorsal amarillo verdosa en ambos sexos.
- Una franja de color naranja a rojizo se extiende desde los bordes posteriores del preocular, recorriendo el margen inferior de los ojos hasta el costado lateral de la nuca en los machos.
- Franja ventrolateral predominantemente amarilla con una tonalidad naranja tenue en la base en los machos, amarilla en las hembras.
- Relación entre la longitud de la cola y la longitud total (TaL/TL) de 0.18 en machos y 0.14 en hembras.
- Hemipene corto y bilobulado que alcanza la octava escama caudal;
- 6 dientes palatinos, 15 pterigoideos y 19 dentarios.[1]

Esta especie se diferencia de Trimeresurus septentrionalis en que posee una franja anaranjada a rojiza que va desde el borde inferior del ojo a la parte posterior de la cabeza en los machos, poseen un número mayor de dientes pterigoideos y dentarios, y un hemipene corto y bilobulado.

## Denominación
El nombre de especie salazar refiere al nombre de un personaje de la saga ficticia de J. K. Rowling Harry Potter, el cofundador de la escuela de magia Hogwarts, Salazar Slytherin, que es un personaje vinculado con las serpientes.
Los descubridores sugieren como nombre común Salazar's pit viper («víbora de foseta de Salazar»).